# Лютовац, Радое
Радое «Рака» Лютовац (серб. Радоје «Рака» Љутовац / Radoje «Raka» Ljutovac; 4 сентября 1887, Польна — 25 ноября 1968, Трстеник) — сербский артиллерист, капрал Сербской армии, участник обеих Балканских войн и Первой мировой войны. Первый в мире солдат, сбивший из артиллерийского орудия самолёт противника: это произошло 30 сентября 1915 года под Крагуевацем.

## Первая мировая война
Радое Лютовац родился 4 (или 16) сентября 1887 года в местечке Польна (нынешняя община Трстеник, Сербия). Родители — Вуле и Миросава, крестьяне. Окончил четыре класса сельской школы, позже уехал в Трстеник, где был учеником купца и стал его помощником. Срочную службу проходил в конной артиллерии, в 1912—1913 годах участвовал в обеих Балканских войнах. В документах был по ошибке записан как Радивое Лютовац (серб. Radivoje Ljutovac).
На фронте Первой мировой войны с 1914 года, участник сражений против австро-венгерских войск в составе артиллерийских частей. С 1915 года служил во вспомогательном батальоне Шумадийского артиллерийского полка «Танаско Райич» (серб. допунски батаљон Шумадијског артиљеријског пука „Танаско Рајић“), а позже был переведён в батарею противовоздушной обороны, которая несла службу под Крагуевацем и обеспечивала оборону города, военно-технического завода в нём и других важных объектов. Батарея располагалась на Метином холму рядом с городом.

Зенитная установка на Метином холму того же типа, как и та, на которой служил Лютовац

Поскольку у сербов не было специализированной зенитной артиллерии, мастера завода устанавливали 75-мм полевые орудия (сербские шнейдеровские пушки обр. 1907 г. и трофейные турецкие крупповские обр. 1903 г.) на импровизированные деревянные станки-платформы конструкции французского капитана Андре Мортире (или Мортюрё, André Mortureux).

### Уничтожение самолёта
Утром 30 сентября 1915 года в расположении 1-го взвода, где служил рядовой Радое Лютовац, была поднята тревога в связи с обнаружением группы самолётов ВВС Австро-Венгрии, приближавшихся к Крагуевацу со стороны Лапово. По одним данным, примерно в 8:30 к Крагуевацу подошли семь немецких самолётов, взлетевших с некоего аэродрома в районе Вршаца — это были шесть двухмоторных самолётов AEG и один двухместный самолёт Rumpler C.1. По другим данным, к городу подлетели всего три самолёта, один из которых был командирским самолётом типа Farman. Три подлетевших к Крагуевацу самолёта сбросили 45 бомб, из которых 16 были сброшены на военно-технический завод, 8 — на железнодорожную станцию, остальные — на жилые дома. Сербы открыли огонь по самолётам из винтовок и пулемётов, однако не смогли попасть ни разу. В ходе авианалёта погибли 5 человек и были ранены 10: среди пострадавших были и солдаты, и мирные жители.
Рака Лютовац занял позицию у своего 1-го орудия в 1-м взводе (это же крупповское орудие обслуживал Милош Степанович), зарядил его и выстрелил по ближайшему самолёту, попав с первого раза. Считается, что поражённым самолётом мог быть тот самый Rumpler C.1 или же Farman. Из подбитого вражеского самолёта пошёл дым, и машина рухнула на землю недалеко от дома торговца Обрена Янковича. Рядом с местом падения самолёта находился штаб Верховного главнокомандования и наследного принца Александра, располагавшийся по улице Престолонаследника Петра. Два остальных самолёта повернули назад: вероятно, их экипажи опасались также быть подбитыми.
По одной из версий, Лютовац целился по вражескому самолёту без использования прицельных приспособлений, как обычно он целился по зайцу или птице во время охоты; по другой — с помощью импровизированной прицельной сетки, установленной на орудие. О своём выстреле Лютовац рассказывал следующее:

Я верил в свои руки и артиллерийский опыт. Самолет появился в прицеле. Это счастливый момент. Мне нужно было оставаться уравновешенным и спокойным. Я нажал на спусковой крючок, из ствола вырвалось пламя, из самолета повалил густой дым, и он рванул к земле.
Оригинальный текст (серб.)Веровао сам у своју руку и искуство из артиљерије. Авион се указао на справи за нишањење. Ето срећног тренутка. Сада треба бити миран, сталожен. Трен-два и моја рука повлачи обарач. Из цеви је сукнуо пламен. Истог тренутка авион се затетурао, из његовог трупа избио је густ дим. Затим је кренуо ка земљи.

Сбитый самолёт пилотировали капитан Курт фон Шефер и его помощник офицер-стажёр Отто Кирш: они погибли, сгорев в своём самолёте. Согласно найденным документам, они должны были совершить налёт на южную часть Крагуеваца. Генерал дивизии Добросав Миленкович в своих воспоминаниях писал, что тела обоих пилотов обгорели, а лица невозможно было узнать. Командир части Лютоваца, поздравив своего подчинённого, подарил ему коня, на котором Радое въехал в город и добрался до сгоревшего самолёта, отдав честь погибшим лётчикам. Местные жители также поздравляли артиллериста с этой победой. Французские офицеры, находившиеся при сербском штабе, не могли поверить в случившееся, пока не изучили обломки и не обнаружили осколки разорвавшегося снаряда в частях сбитого самолёта.
Спустя шесть дней после этого события Радое был награждён орденом Звезды Карагеоргия с мечами и произведён в капралы. В дальнейшем он участвовал в эвакуации сербских войск в Албанию и воевал на Салоникском фронте, где был произведён в сержанты.

## После войны
После окончания войны и демобилизации Лютовац открыл продуктовый магазин в Трстенике. Он удостаивался приёмов у королевской семьи, дружил с Живоином Мишичем, принимал союзные делегации в Белграде и Крушеваце. В 1938 году в Белграде на Банице состоялась встреча ветеранов Вооружённых сил Королевства Югославия, приуроченная по случаю 20-летия прорыва Салоникского фронта, освобождения Сербии от австро-венгерской оккупации и окончания Первой мировой войны. Среди почётных гостей был и Радое Лютовац.
30 сентября 1963 года Лютовац посетил лекцию Народного университета в Крагуеваце под названием «Наша первая победа над вражеским самолётом над Крагуевацем, 30 сентября 1915 года», которую читал белградский журналист Драган Воинович (серб. Драган Војиновић).
Лютовац скончался 25 ноября 1968 года на 82-м году жизни: незадолго до смерти он ослеп. Он был дважды женат, но не оставил прямых потомков.
Его правнук Звонимир стал одним из тех, кто рассказал сербской прессе о подвиге своего деда. Другие правнуки, Иван и Драган, владеют фермой и следят за домом, где когда-то родился Радое Лютовац. 31 октября 2022 года стало известно, что у Ивана родились дети Сара и Урош.

## Память
В Сербии 30 сентября отмечается как праздничный день артиллерийских и ракетных частей ПВО Сербии. Также имя Радое Лютоваца носят казармы в Крагуеваце.
В общине Трстеник установлены два памятника Радое Лютовацу: один в родном местечке Польна, другой в центре Трстеника. Ещё один памятник был установлен в 1996 году на Метином холме, где Лютовац сбил самолёт.
Экспозиции, посвящённые Радое Лютовацу, есть в Народных музеях в Крушеваце и Трстенике. 25 февраля 1976 года супруга Радое Лютоваца передала Народному музею в Крушеваце личные вещи своего супруга, среди которых были как многочисленные фотографии Лютоваца с его сослуживцами времён Первой и Второй мировых войн, так и награды:
- Орден Звезды Карагеоргия с золотыми мечами[2]
- Албанская памятная медаль[серб.][5]
- Памятная медаль войны освобождения и объединения 1914—1918 гг.[серб.][5]

Имя Радое Лютоваца носят улицы в Крагуеваце, Велика-Плане, Трстенике и других городах Сербии.